# Быков, Анатолий Тимофеевич
Анатолий Тимофеевич Быков (род. 15 сентября 1947 года) — российский учёный, специалист в области экологии человека, член-корреспондент РАМН (2004), член-корреспондент РАН (2014).

## Биография
Родился 15 сентября 1947 года.
В 1971 году — окончил лечебный факультет Алтайского государственного медицинского института, затем 2 года служил в Советской Армии.
С 1973 года — работает в санаторно-курортной отрасли Краснодарского края:
- с 1973 по 1977 годы — врач-ординатор, затем заместитель главного врача по медицинской части санатория «Юг» (Сочи);
- с 1977 по 1992 годы — заместитель начальника по медицинской части санатория «Салют», затем начальник санатория «Искра» (оба — Сочи);
- с 1992 по 2011 годы — начальник «Центральный клинический санаторий имени Ф. Э. Дзержинского ФСБ России» (Сочи).

В настоящее время — заведующий кафедрой восстановительной медицины, физиотерапии, мануальной терапии, лечебной физической культуры и спортивной медицины «Кубанский государственный медицинский университет».
В 2004 году — избран членом-корреспондентом РАМН.
В 2014 году — стал членом-корреспондентом РАН (в рамках присоединения РАМН и РАСХН к РАН).

## Научная деятельность
Специалист в области экологии человека.
Направления научной и образовательной деятельности: проблемы профилактики социально значимых хронических неинфекционных заболеваний, оценка резервов здоровья, выявление ранних доклинических признаков формирующейся патологии, разработка эффективных программ укрепления здоровья и повышения устойчивости организма человека к воздействию неблагоприятных факторов среды с преимущественным использованием целебных природных, климатических и бальнеологических факторов курортов Краснодарского края, в частности Сочи.
Впервые в биомедицине под его руководством изобретен и запатентован аппаратно-программный комплекс моделирования природных магнитных бурь и создана система защиты пациентов от их воздействия, что внесло существенный вклад в профилактику осложнений хронических заболеваний, вызванных геомагнитными бурями.
Под его руководством защищено 22 кандидатских и 13 докторских диссертаций.

## Награды
- Орден Почёта (1999)
- Медаль ордена «За заслуги перед Отечеством» II степени (2005)
- Премия Правительства Российской Федерации в области науки и техники (1998)[2]
- Заслуженный врач Российской Федерации(1993)[3]
- Премия администрации Краснодарского края в области науки за 2014 год (6 июня 2015) — за монографию «Восстановительная медицина и экология человека»
- Медаль «Герой труда Кубани» (2007)